# 锡伦茨
锡伦茨（法語：Sierentz，法語發音：[siʁɛnts] ⓘ）是法国上莱茵省的一个市镇，属于米卢斯区。

## 地理
锡伦茨（47°39'20"N, 7°27'21"E）面积13.22 平方千米，位于法国大東部大區上莱茵省，该省份为法国东部内陆省份，是阿尔萨斯的一部分，今与下莱茵省组成了阿尔萨斯欧洲集体，其北临下莱茵省，西接孚日省，西南接贝尔福地区省，东侧沿莱茵河与德国相望，南与瑞士接壤。
与锡伦茨接壤的市镇（或旧市镇、城区）包括：凯姆斯、盖什皮岑、巴尔特奈姆、瓦尔特奈姆。
锡伦茨的时区为UTC+01:00、UTC+02:00（夏令时）。

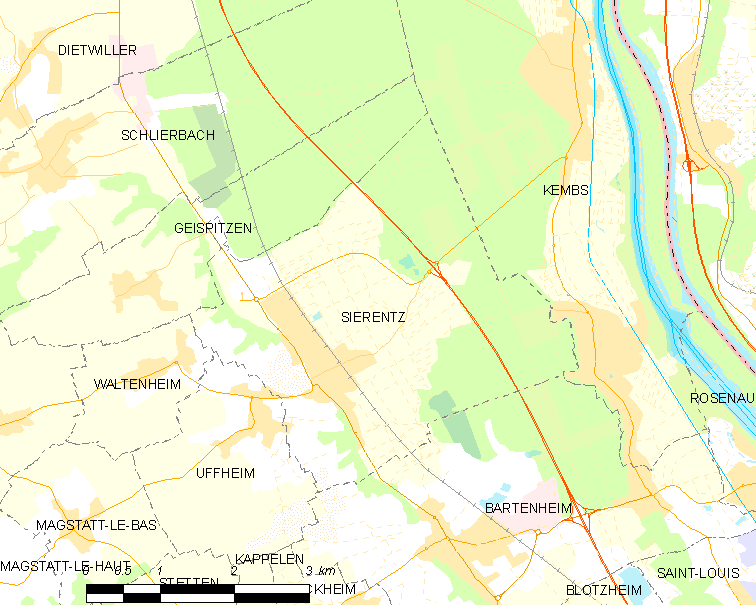
锡伦茨的OSM定位图

## 行政
锡伦茨的邮政编码为68510，INSEE市镇编码为68309。

## 政治
锡伦茨所属的省级选区为布伦什塔特县。

## 人口

1962-2008年间锡伦茨人口变化图示

锡伦茨于2022年1月1日时的人口数量为4296人。